# Sud Aviation Super-Caravelle
El Super-Caravelle fue un diseño de avión supersónico de la constructora aeronáutica francesa Sud Aviation. A diferencia de la mayoría de diseños competidores que proponían grandes aviones trasatlánticos al estilo del Boeing 2707, el Super-Caravelle era mucho más pequeño y de menor alcance, buscando reemplazar la exitosa versión anterior, el Caravelle. Los trabajos de diseño se iniciarion en 1960 y en 1961 fue anunciado en la Exhibición Aérea de París, pero finalmente el proyecto fue fusionado con trabajos similares de BAC (originalmente el Bristol 223) para crear el Concorde en noviembre de 1962. Tras la aparición del Concorde, el nombre Super Caravelle fue empleado para una versión alargada del Caravelle original, el SE-210B.
El Super-Caravelle parece una versión pequeña y bimotor del Concorde. Utilizaba el ala delta al igual que el Concorde, además de parecerse en forma y aspecto exterior con la excepción del morro, que era más "convencional" y sólo la parte más externa sobre el radar era articulada para mejorar la visibilidad en el despegue y el aterrizaje. La configuración estándar permitía transportar a 70 pasajeros con un alcance de entre 2000 y 3000 km a una velocidad de Mach 2. Tanto el tamaño como el alcance fueron ajustados para que el Super-Caravelle fuera el avión "perfecto" para Air France en sus rutas en Europa y África.
El Concorde era originalmente ofertado en dos versiones, una trasatlántica de largo alcance similar al Bristol 223 inicial y otra más pequeña para rutas de menor alcance similar al Super-Caravelle. Finalmente esta versión corta fue abandonada por falta de demanda de los clientes.